# André Tassin
André Tassin (Arras, 1902. február 23. – Reims, 1986. január 12.) egykori francia válogatott labdarúgókapus.

## Pályafutása
Tassin 1929-ben a Racing Club de France-nál kezdte meg pályafutását, és egy évvel később 1930-ban csapatával a francia kupa döntőjébe jutott. Az FC Sète elleni mérkőzés 73. percében megsérült és helyére az egyik csatárt, Heen Ozenne-t állították. A találkozó végül a sète-i együttes győzelmével ért véget. 
1934-ben elhagyta a fővárosi klubot, és előbb az Amiens, majd egy évvel később a Reims csapatánál folytatta karrierjét 1936-ig.

### Válogatott
Az 1930-as uruguayi világbajnokságon Alex Thépot mögött a válogatott második számú kapusa volt, de nem lépett pályára a tornán, igaz Thépot az első csoportmérkőzésen  megsérült Mexikó ellen, azonban a cserék nem voltak megengedettek abban az időben, így  Augustin Chantrel állt a kapuba. A következő két mérkőzésen Argentína és Chile ellen, Thépot már vállalni tudta  a játékot. 1932-ig öt alkalommal húzhatta fel a címeres mezt.

## Sikerei, díjai
Racing Club de France
- Francia-kupa
  - ezüstérmes: 1930